# HD 221051
HD 221051，又名CD-4515043，SAO 231622、HR 8920，是一颗恒星，视星等为6.43，位于銀經341.1，銀緯-66.03，其B1900.0坐标为赤經23h 23m 33.6s，赤緯-45° -66.03′ 55″。